# راسيل ويب (ملحن)
راسيل ويب (بالإنجليزية: Russell Webb)‏ هو مغني وملحن بريطاني، ولد في مارس 1958 في غلاسكو في المملكة المتحدة.

## وصلات خارجية
- راسيل ويب على موقع ميوزك برينز (الإنجليزية)
- راسيل ويب على موقع ديسكوغز (الإنجليزية)